# Pedro Vilcapaza
Pedro Vilcapaza Alarcón (Azángaro, 1741 - idem. 8 de abril de 1782) fue un líder rebelde indígena, quien dirigió el sitio de Sorata junto al sobrino de José Gabriel Túpac Amaru, Andrés Túpac Amaru.

## Biografía
Pedro Vilcapaza Alarcón, conocido como el "Puma indomable", nació en Morco Orco, a 20 kilómetros de Azángaro, en junio de 1740. Sus padres fueron Cleto Vilcapaza y Juana Alarcón, fue el segundo hijo y tuvo varios hermanos: Toribio, Pedro, Gerónimo, Francisco, Manuel y Antonia. A través de su padre descendía de los caciques de Azángaro y por el lado materno descendía del capitán español y encomendero Martín Alarcón.  
Debido a su origen mestizo y por influencia de su familia materna, logró ingresar al Real Colegio de San Bernardo del Cusco, posteriormente completó su educación en el colegio Colegio San Francisco de Borja. Al terminar sus estudios ingresó como soldado al Ejército Real del Perú donde llegó al rango de sargento de caballería.  
El 30 de marzo de 1762, cuando contaba con 22 años, participó como testigo en el juicio de los habitantes de Moro Orco contra el cacique Diego Choquehuanca por los constantes abusos de éste en contra de los indígenas.  
En agosto de 1771 regresa a sus tierras para dedicarse al comercio, alcanzando la prosperidad principalmente con el traslado de la plata entre Potosí y el Cusco, ruta que le permitió trabar amistad con José Gabriel Condorcanqui. Ese año contrajo matrimonio con Manuela Copacondori Choquehuanca, sobrina del cacique Diego Choquehuanca, el matrimonio no tuvo hijos y Manuela abandonó pronto a su esposo. En algunos escritos se registra a una mujer de nombre Rosario como la pareja de Vilcapaza, tuvieron una niña de nombre Leonarda.  
En noviembre de 1780 se unió a la rebelión indígena de Túpac Amaru II, asaltó varias haciendas de propietarios españoles y también de caciques indígenas que no apoyaban el movimiento. En esta etapa recibió el apoyo de su hermano Manuel y de su tío Julián Vilcapaza. En enero de 1781 se estableció como estratega rebelde, continuó con el alzamiento en las provincias del sur del Cuzco y el Altiplano, la dirigencia insurgente se fijó como objetivo la toma de Sorata para cuyo fin partieron columnas cusqueñas y azangarinas, bajo su mando y de los jefes militares veteranos, Miguel Bastidas y Andrés Túpac Amaru. Sin embargo la capital de Larecaja no pudo ser tomada en este primer intento.
El 4 de mayo de 1781 inició el segundo sitio de Sorata al mando de 20 000 indígenas. Para vencer la resistencia de la ciudad, se recurrió a la estrategia de represar el río para lanzar sus aguas contra las defensas. 
Para provocar la deserción de los rebeldes ofrecieron el indulto y finalmente vencieron a Vilcapaza en Condorcuyo, replegándose éste a Puno y Huancané, a fines de 1781 se firmó la capitulación de los rebeldes que aceptaron el indulto, pero Vilcapaza se negó a rendirse y se levantó nuevamente en Azángaro. Luego de sucesivas acciones contra los españoles cayó finalmente en su manos. Pedro Vilcapaza fue ajusticiado el 8 de abril de 1782 como Túpac Amaru; descuartizado por 8 caballos, arengando a su pueblo con una frase "Por este Sol que nos alumbra, aprender a morir como yo".